# Regno di Kotte
Il regno di Kotte (singalese: කෝට්ටේ රාජධානිය), situato a poche miglia dall'attuale città di Colombo, fu un fiorente regno dello Sri Lanka del XV secolo (1412 – 1597). Il suo re fu l'ultimo sovrano nativo a unire tutto lo Sri Lanka sotto un unico regno.
Dal 1450 il re Parâkramabâhu VI unificò tutta l'isola tramite la conquista del regno Jaffna nello Sri Lanka settentrionale. Tuttavia dal 1477, dieci anni dopo la morte del sovrano, i regni locali divennero molto più forti.

## Etimologia
Si ritiene che il termine Kotte derivi dal Tamil "Kōttei", derivante a sua volta dal termine proto-sud dravidiano kōtt-ay, che vuol dire fortezza. Il termine Kōttai si è poi evoluto in kēāṭṭa nel Malayalam moderno. Il termine Kotte fu introdotto dal fondatore della fortezza stessa, Nissankamalla Alagakkonara, che si riteneva provenire dalla città di Vanchi, identificata con Kanchipuram di Tamil Nadu. Anche la dinastia Alagakkonara sarebbe stata identificata con ascendenza tamil.

## Storia

### Fondazione
I re di Kotte erano discendenti di una famiglia di mercanti Malayali. Fu fondata come fortezza dal ministro Alakesvara (1370–1385) del clan Alagakkonara del regno di Gampola durante il regno di Vikramabahu III allo scopo di contrastare eventuali invasioni dall'India meridionale sulla costa occidentale; in seguito Parakramabahu VI avrebbe reso Sri Jayawardenepura Kotte la sua capitale nel 1412. Fu ben protetta da una grande palude che circondava l'area.

### Ascesa
Nel 1450 Parakramabahu VI, grazie alle sue conquiste del regno di Jaffna nello Sri Lanka settentrionale, aveva ormai riunificato l'intera isola. Al suo apice il regno osservava uno degli apogei della letteratura singalese; a quei tempi tra i potenti noti vi erano monaci buddhisti come Thotagamuwe Sri Rahula Thera, Weedagama Maihree thero, e Karagala Wanarathana thero. Nel 1477 però, dieci anni dopo la morte di Parakramabahu VI, i regni regionali divennero più potenti; in particolare Senasammatha Wickremabahu fondò un nuovo regno nelle colline centrali dell'isola, non prima di avere guidato una rivolta contro il regno stesso di Kotte con esiti favorevoli nel 1469.
Parakramabahu IX spostò la capitale Kelaniya nel 1509, dove rimase fino al 1528.

### Arrivo dei portoghesi
I portoghesi arrivarono a Sri Lanka nel 1505, approdando a Galle Harbour. Saputi di essere arrivati a Sri Lanka, essi approdarono a Colombo, e vennero portati da una strada tortuosa alla capitale Kotte, che invero era piuttosto vicina. Ciò fu fatto per dare l'impressione che il regno fosse troppo lontano nell'entroterra per rendere possibile l'invasione dal porto, ma il piano fu rovinato dal fatto che i portoghesi rimasti con la nave spararono ripetutamente con i cannoni della nave, il cui rumore fu udito dai portoghesi portati a Kotte. Tale incidente diede vita al detto locale "Parangiya Kotte Giya Vage" ("come i portoghesi venuti a Kotte") [පරන්ගියා කොට්ටේ ගියා වගේ], che si riferisce a fare qualcosa o andare in un luogo per una strada tortuosa invece che dritta. Tuttavia i portoghesi riuscirono comunque ad assicurarsi un accordo commerciale con il re di Kotte.

### Caduta
La caduta del regno avvenne nel 1521 con un evento noto come "Wijayaba Kollaya", quando i tre figli di Vijayabahu VII, re di Kotte, uccisero il padre dividendosi tra loro il regno, dando così vita a tre regni minori: Kotte, Sitawaka e il principato di Raigama. Il regno di Sitawaka, seppur diviso, si rafforzò con il supporto locale del popolo, mentre il regno di Kotte dovette affidarsi all'aiuto dei portoghesi.
Il re di Kotte dopo il Wijayabe Kollaya, Buvenekabahu VII, fu assistito dai portoghesi per sconfiggere suo fratello Mayadunnem e permise anche al figlio di sua figlia, il principe Dharmapala, di essere battezzato come cattolico dai portoghesi. Buvenekabahu nominò quindi Dharmapala come suo erede, ma fu subito dopo ucciso da un colpo da parte di un soldato portoghese, forse per incidente.
Nel 1565 la capitale di Kotte fu abbandonata da Dharmapala dati gli attacchi frequenti del regno di Sitawaka guidati da Mayadunne e dal figlio Rajasinghe I; Dharmapala stesso fu portato a Colombo sotto protezione dei portoghesi. Gran parte del territorio di Kotte fu annesso da Sitawaka, ma dopo la caduta di quest'ultimo regno nel 1594 queste terre furono recuperate completamente dai Kotte. Nel 1597 Dharmapala donò il regno di Kotte al trono portoghese, portando ufficialmente termine alla storia di Kotte.

## Esercito
L'esercito Kotte è stato associato non poco con la sua ascesa e la sua caduta. I poemi scritti in tale era danno delle prove vivide sull'esercito dell'epoca, dove, prima dell'arrivo dei portoghesi, nel regno non vi erano segni di uso di armi da fuoco. L'esercito consisteva in quattro dipartimenti principali, nominati come:
- Ath - reggimenti d'elefanti
- Ashwa - reggimenti a cavallo
- Riya - reggimenti su carri
- Pabala - reggimenti di fanti

### Notabili comandanti dei Kotte
Negli ultimi periodi del regno i capi militari erano spesso occupati dai portoghesi.
- Alagakkonara
- Parakramabahu VI di Kotte
- Manikka Taleivar[18]
- Bhuvanekabahu VI, alias Sapumal Kumaraya o Chempaka Perumal
- Veediya Bandara
- Principe di Ambulugala
- Samarakone Rala

### Vittorie significative del regno
- Presa di Jaffna nel 1450
- Presa di Vanni, i cui capi ne divennero vassalli tributari
- Sedizione di una ribellione nelle colline centrali guidata da Jothiya Situ
- Invasione di un porto di Vijayanagar come rappresaglia di una nave Kotte saccheggiata, invasione che rese il porto tributario del regno

## Commercio
Il regno si trovava vicino a Colombo, che a quel tempo era un porto molto importante. I mercanti Mori dall'India e dall'Arabia dominavano il commercio del regno fino all'arrivo dei portoghesi. Il commercio di spezie, tra cui cannella, cardamomo e pepe nero, dominava le esportazioni, ma anche l'esportazione di gemme non era da meno. Dopo la conquista di Jaffna Kotte possedeva anche il commercio di perle, il che diede al regno un enorme vantaggio economico. I portoghesi che vi arrivarono come commercianti riuscirono ad assicurarsi un accordo commercialo con il regno alla loro prima visita.